# La Femme de l'aviateur
La Femme de l'aviateur is een Franse filmkomedie uit 1981 onder regie van Éric Rohmer.

## Verhaal
Een student is erg teleurgesteld als hij erachter komt dat zijn vriendin hem bedriegt met haar ex-vriendje. Hij besluit hen te bespioneren.

## Rolverdeling
| Acteur           | Personage    |
| ---------------- | ------------ |
| Philippe Marlaud | François     |
| Marie Rivière    | Anne         |
| Anne-Laure Meury | Lucie        |
| Mathieu Carrière | Christian    |
| Haydée Caillot   | Blonde vrouw |